# Conflit armé péruvien
Le conflit armé péruvien est un conflit interne au Pérou. Commencé le 17 mai 1980, il oppose principalement le gouvernement péruvien aux guérillas communistes du Sentier lumineux et du Mouvement révolutionnaire Túpac Amaru.
La guérilla du Sentier lumineux est toujours en cours, mais s'est fortement affaiblie depuis la capture de leur chef, Abimael Guzmán, dès 1992. De plus depuis la fin de la présidence d'Alberto Fujimori, en 2000, le mouvement s'est vu perdre une partie de sa légitimité auprès de la population. Mais le conflit reste bien toujours d'actualité puisque le Sentier lumineux cible régulièrement l'armée péruvienne.
En 2001, une Commission de la vérité et de la réconciliation est mise en place par le président de transition, Valentín Paniagua, afin d'établir un rapport sur les causes du conflit. La commission estime les pertes totales à  70 000 personnes (civils, guérilleros et militaires confondus) entre 1980 et 2000.
Dans les années 2000, la guérilla décline fortement et l'armée péruvienne reprend progressivement le contrôle de l'ensemble du pays. Alors que le Mouvement révolutionnaire Túpac Amaru a été dissous, les rebelles du Sentier lumineux continuent d’attaquer des détachements de l'armée gouvernementale.

## Contexte
Durant le Gouvernement révolutionnaire des Forces Armées, le Sentier Lumineux s'organise comme un groupe politique maoïste à l'Université Nationale San Cristóbal de Huamanga dans la région d'Ayacucho.
Le groupe est dirigé par Abimael Guzmán, professeur de philosophie dans cette même université. Son idéologie s'inspire directement de la révolution culturelle, à laquelle il a assisté lors de sa visite en Chine. Les membres du Sentier Lumineux entrent en conflit avec les membres d'autres groupes politiques et écrivent des graffitis exhortant à la lutte armée contre l'État péruvien. Ces étudiants, pour beaucoup d'origines paysannes, retournent ensuite dans leurs communautés et y organisent des comités locaux du parti. L'abandon par l’État de certaines régions rurales favorise l’implantation du parti. En juin 1979, des manifestations pour la gratuité de l’enseignement sont sévèrement réprimées par l’armée : 18 personnes sont tuées selon le bilan officiel, mais des estimations non-gouvernementales évoquent plusieurs dizaines de morts. Cet événement entraîne une radicalisation des contestations politiques dans les campagnes et aboutit finalement au déclenchement de la lutte armée du Sentier lumineux. Après le début de cette lutte armée, les nouvelles recrues du Sentier lumineux sont généralement des paysans plutôt que des militants.

## Déroulement

### Début des hostilités

Territoires contrôlés par le Sentier lumineux dans les années 1980

En 1980, le gouvernement militaire convoque des élections pour la première fois depuis douze ans. Le Sentier Lumineux est alors un des seuls groupes politiques d'extrême gauche qui refusent de prendre part au processus électoral, optant à la place pour le début d'une guerre de guérilla maoïste dans les hauteurs de la province d'Ayacucho. Le 17 mai 1980, la veille des élections, il brûle des urnes dans le village de Chuschi, dans la province d'Ayacucho. Cette action est le premier acte de guerre du Sentier Lumineux. Cependant, les auteurs sont rapidement arrêtés et d'autres urnes remplacent celles brûlées. Les élections se déroulent sans incidents majeurs et l'action reçoit peu d'attention de la part de la presse péruvienne.
Le Sentier lumineux fait le choix de développer sa lutte armée dans le style enseigné par Mao Zedong. Sa stratégie consiste à ouvrir des zones de guérilla dans lesquelles ses guérillas peuvent opérer, en expulsant de ces zones les forces étatiques pour créer des zones libérées, qui sont alors utilisées comme soutien aux nouvelles zones de guérilla jusqu'à ce que le pays se convertisse en une grande zone libérée. Le Sentier Lumineux partageait également avec Mao Zedong le principe selon lequel la guerre de guérilla devait se dérouler tout d'abord à la campagne jusqu'à asphyxier progressivement les villes. Le 3 décembre 1982, le Sentier lumineux forme officiellement l'Ejército guerrillero Popular, son bras armé.
Les guérillas péruviennes avaient pour particularité de comporter une forte proportion de femmes. Au Sentier lumineux, 50 % des combattants et 40 % des commandants étaient des femmes.

### Réponse de l'État
Progressivement, le Sentier lumineux commettait des attaques beaucoup plus violentes ciblées sur la police nationale. Le gouvernement central basé à Lima ne pouvait plus ignorer la crise croissante dans les Andes. En 1981, Fernando Belaúnde Terry a déclaré un état d'urgence et a ordonné que l'armée lutte contre le Sentier lumineux. Les droits constitutionnels ont été suspendus pendant 60 jours dans les provinces de Huamanga, Huanta, Cangallo, La Mar et Víctor Fajardo.
L'armée établit la zone d'urgence d'Ayacucho, laquelle était constamment renforcée par les autorités afin de lutter contre les sendéristes. Elle commis de nombreuses violations des droits de l'homme en perpétrant notamment un massacre de dizaines de paysans en décembre 1984. L'État péruvien met sur place des organisations communales d'auto-défense, les Rondas Campesinas, afin d'enrayer la guérilla communiste.

### L'intervention des États-Unis
Les États-Unis, sous prétexte de combattre les narcotrafiquants, ont décidé d'intervenir dans le conflit dans la vallée de l'Huallaga, la région la plus productrice de coca au Pérou.
Cette alliance n'a pas été prouvée, les insurgés ont en effet qualifié leurs soi-disant alliés d'« ennemis du peuple ». Finalement, l'aide militaire vise la guérilla sans faire beaucoup d'efforts pour contenir les trafiquants.
Le parti nie en bloc les accusations non fondées et dénonce au contraire une collaboration entre les militaires et les narcotrafiquants. Les guérillos parlent d'impérialisme américain et précisent qu'ils s'opposent aux gouvernement des États-Unis, pas à son peuple.

### L'administration d'Alberto Fujimori
Le 5 avril 1992, Fujimori renversa son propre gouvernement (en castillan: autogolpe ou auto-coup d'État). Il semble que ses objectifs aient été :
- l'approbation des nouvelles mesures anti-terroristes ;
- la dissolution du parlement obstructioniste et très impopulaire ;
- la réforme du pouvoir judiciaire ;
- l'instauration d'une nouvelle politique dans le but de vaincre les mouvements terroristes du Sentier lumineux et Túpac Amaru.

Au commencement, avec la dissolution du Congrès et la restructuration du système judiciaire, les Péruviens ont peu protesté. Suivant les sondages c'était le moment de plus haute popularité de Fujimori arrivant à 80 %. En raison de la situation économique et de la pauvreté, beaucoup tablaient sur le « Fujichoque » (en castillan : "Fuji-choc").
En partie, la réaction internationale fut négative. Les organisations financières internationales reportèrent leurs prêts. Les États-Unis, l'Allemagne et l'Espagne annulèrent toute aide au Pérou, sauf humanitaire. Le Venezuela rompit ses relations diplomatiques. L'Argentine et le Chili réclamèrent que le Pérou soit suspendu de l'Organisation des États américains (OEA). Le coup d'État, par ses conséquences diplomatiques, mit en danger les réformes économiques en coupant le Pérou d'une partie de ses partenaires commerciaux.
Cependant, l'OEA et le gouvernement de George Bush père reconnurent officiellement Fujimori comme chef légitime du Pérou, malgré le non-respect des règles démocratiques. Leur crainte était de voir le Pérou s'affaiblir, alors que les États-Unis venaient en 1991 de signer un accord de coopération militaire avec le Pérou pour lutter contre les producteurs de coca. De plus, le gouvernement des États-Unis commençait à s'inquiéter du mouvement du Sentier lumineux (Sendero Luminoso en Espagnol) d'Abimael Guzman.
Le 13 novembre 1992, une tentative militaire du coup d'État échoua à renverser Fujimori, qui se réfugia temporairement dans l'ambassade japonaise en pleine nuit. En 1993, le Pérou adopta une nouvelle constitution et revint sur la scène internationale.
En avril 1995, Alberto Fujimori fut réélu et son parti obtint la majorité absolue au Congrès, apparemment en manipulant les résultats.[réf. nécessaire] Il battit Javier Pérez de Cuéllar, ancien secrétaire général des Nations unies.
Quelques jours après son élection, un conflit territorial appelé la guerre du Cenepa éclata à la frontière avec l'Équateur. Cédant une partie du territoire que réclamait l'Équateur, il signa un accord de paix avec l'Équateur, mettant fin à près de deux siècles de conflits territoriaux en Amazonie. Cet accord permit également d'obtenir des fonds internationaux pour développer la région frontalière.
Fujimori avança également dans les discussions avec le Chili au sujet du Traité d'Ancón. Cependant, 1995 marqua le point de retournement dans la carrière de Fujimori. Après plusieurs années de stabilité économique et une disparition du terrorisme, les Péruviens commençaient à réclamer des droits, la liberté de presse et le retour à la démocratie. À cela s'ajoutaient les scandales autour de Fujimori et du chef des services de renseignement, Vladimiro Montesinos.
La crise des otages à l'ambassade japonaise qui se termina par l'Opération Chavín de Huántar le 22 avril 1997 et l'élimination du commando du Mouvement révolutionnaire Tupac Amaru permit de redresser sa popularité temporairement.

### Commission de la vérité et de la réconciliation
La Commission de la Vérité et de la Réconciliation (CVR) est une commission péruvienne chargée principalement d'élaborer un rapport sur le conflit armé péruvien entre 1980 et 2000. Elle a été créée en 2001 par le président de transition Valentín Paniagua et formée par divers membres de la société civile. Son président était Salomón Lerner Febres (de), alors recteur de la Pontificia Universidad Católica del Perú.
En plus de ses recherches sur la violence terroriste du Sentier lumineux et du Mouvement révolutionnaire Tupac Amaru (MRTA), elle a cherché à analyser les racines profondes de cette violence et a enquêté sur la répression militaire contre ces mouvements terroristes. Pour cela, elle a récolté le témoignage de 16 985 personnes et a organisé 21 audiences publiques avec les victimes de la violence auxquelles plus de 9 500 personnes ont assisté. Le rapport final de la Commission a été rendu public le 28 août 2003 devant le président péruvien Alejandro Toledo.
Les condamnations de militaires impliqués dans des crimes de guerre sont exceptionnelles. La victoire militaire totale de l’État péruvien lui a permis, à la différences d'autres pays ayant subi des conflits armés internes, d'éviter de négocier un accord de paix avec la guérilla ennemie et de créer des tribunaux spécialement chargés de juger les crimes commis par les deux parties belligérantes.
Silvio Rendon, un chercheur indépendant, conteste en 2019 les chiffres de la commission Vérité et Réconciliation. Selon lui, le conflit aurait fait 48 000 victimes, dont une majorité provoquée par les opérations de l'armée péruvienne et de ses auxiliaires.

### Situation depuis 2003
Depuis la capture de Guzman, le Sentier Lumineux a décliné énormément. Il ne mène plus d'opérations à Lima et a été seulement capable de monter des attaques sporadiques de petite échelle. Il continue cependant occasionnellement d'attaquer les membres des forces de sécurité péruviennes. Par exemple, le 9 juin 2003, un groupe se réclamant du Sentier Lumineux a attaqué un campement dans la région d'Ayacucho et a pris en otage 68 employés de l'entreprise argentine Techint et trois gardes de police, qui travaillaient sur un projet d'infrastructure gazière. Selon le Ministère de l'Intérieur péruvien, les ravisseurs demandent une importante rançon pour libérer les otages. Deux jours plus tard, après une rapide réponse militaire, ils abandonnent les otages. Il se murmure que l'entreprise aurait payé la rançon demandée.
Pour le 27e anniversaire de la première attaque sendériste contre l'État péruvien, une bombe artisanale explose dans un marché de la ville de Juliaca, tuant six personnes et en blessant 58. Du fait de la date de cet attentat, les autorités péruviennes soupçonnent le Sentier Lumineux d'être responsable de cette explosion.
En octobre 2008, dans la province de Huancavelica, les sendéristes prirent en embuscade un convoi militaire et civil armés d'explosifs et de mitraillettes, démontrant leur capacité à attaquer et à infliger des dommages importants à des cibles faciles. Le bilan de l'attaque est de 12 soldats et 7 civils tués,.
Le 9 avril 2009, le Sentier Lumineux a pris en embuscade et tué 13 soldats péruviens dans les vallées des fleuves Apurímac et Ene, situées dans la province d'Ayacucho, selon les déclarations du ministre péruvien de la Défense, Antero Flores-Aráoz.
Le 3 septembre 2009, la guérilla a abattu un hélicoptère des forces armées péruviennes, tuant deux militaires et en blessant un troisième. L'hélicoptère essayait de rapatrier trois soldats blessés dans une embuscade et a été possiblement touché par un lance-missile selon les déclarations du ministre péruvien de la Défense, Rafael Rey.
Aujourd'hui, le groupe serait dirigé par un homme connu comme le Camarade Artemio. Plus que de détruire l'État péruvien pour le remplacer par un État communiste, Artemio réalise des attaques successives jusqu'à ce que le gouvernement péruvien libère les prisonniers sendéristes et négocie la fin de la guerre. Ces demandes ont été faites lors de plusieurs déclarations vidéos par Artemio. Le 13 octobre 2006, Guzman a été condamné à perpétuité pour terrorisme. Artemio est arrêté par l'armée péruvienne en février 2012.
Alors que les condamnations de militaires pour les crimes perpétrés durant le conflit restent rares, 10 d'entre eux, dont un ex-général, sont condamnés en septembre 2016 pour le massacre de 69 paysans indigènes - 30 enfants, 27 femmes (toutes violées) et 12 hommes - en août 1985. Les victimes avaient été tuées à coups de grenades, et leurs corps démembrés et brulés.